# Carlos Francia

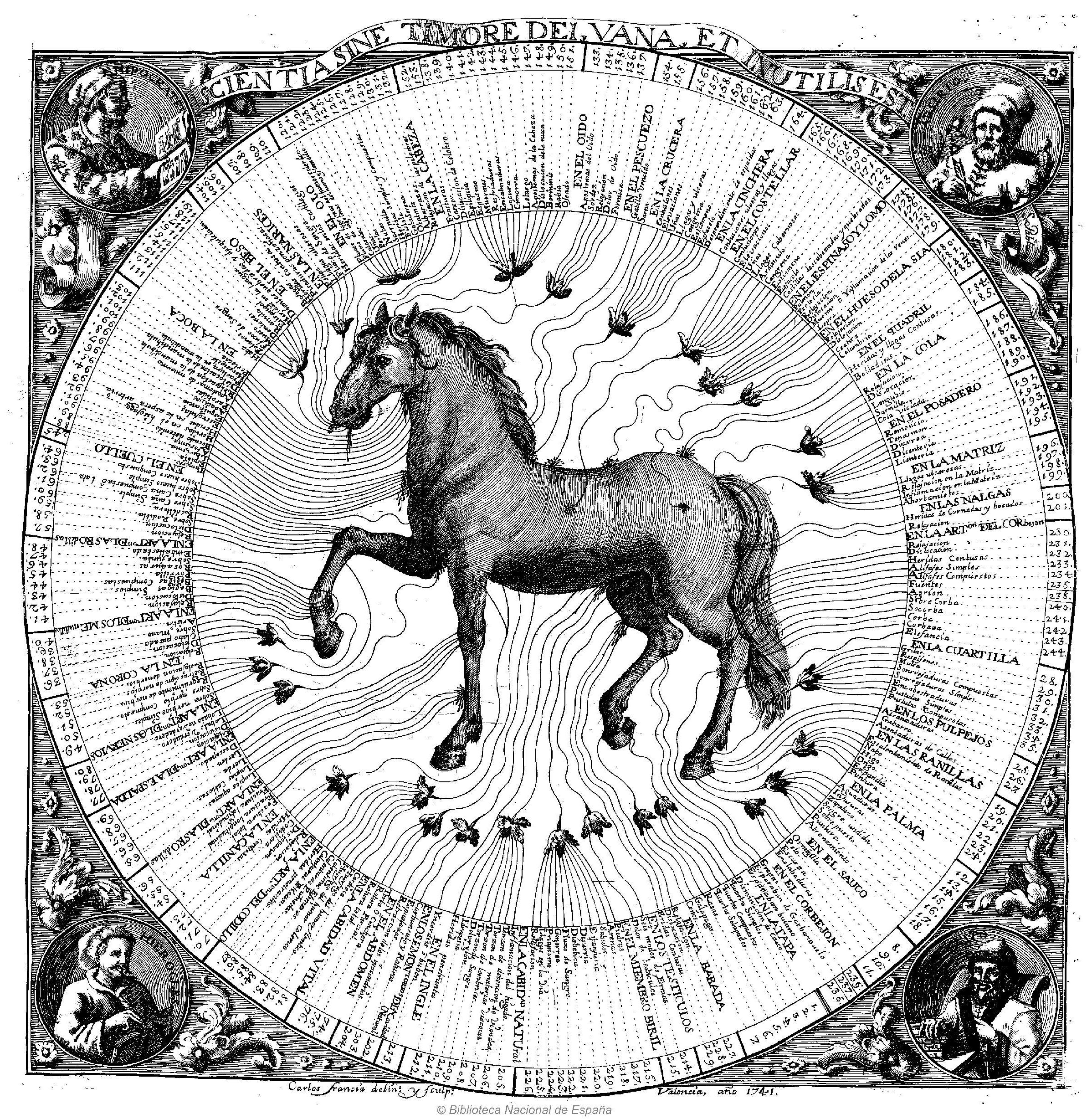
Ilustración de Sanidad del cavallo, y otros animales sujetos al arte de albeyteria de Salvador Montó. Grabado, talla dulce, firmado: «Carlos Francia delinº y sculpº. Valencia, año 1741».

Carlos Francia, grabador calcográfico y escenógrafo español, activo en Valencia de 1741 a 1762.
Descendiente, posiblemente, del también grabador Juan Bautista Francia, no lo citan Marcos Antonio de Orellana ni Juan Agustín Ceán Bermúdez, y se ignora todo lo relativo a sus primeros años y formación, que debía de estar completa ya en 1741, cuando firmó en Valencia por dibujo propio la estampa de las enfermedades del caballo que ilustra el tratado de Salvador Montó y Oca, Sanidad del cavallo, y otros animales sujetos al arte de albeyteria, impresa en Valencia por José Esteban Dolz en 1742. En 1743 salió en Madrid, editado por Antonio Sanz, el Manual de cirugía práctica de Pascual Francisco Virrey y Mange con el retrato del autor firmado en Valencia por Carlos Francia a partir de un dibujo de Hipólito Ricarte. Suyo es también el retrato de Esperanza de Cristo, carmelita descalza y priora del convento de San José de Valencia, fallecida en 1746.
De 1759 es el grabado del monumento efímero, de su propia invención, levantado en la plaza de la Seo de Valencia con motivo de la proclamación como rey de Carlos III, estampa que ilustrará la Proclamación del Rey nuestro señor Carlos III de Marcos Antonio Oller, impresa por la viuda de José de Orga, en la que Francia compartió las labores decorativas con Hipólito Ricarte y Pascual Cucó. Monumento de gran aparato, en el que a modo de altar levantado sobre las efigies de los cuatro ríos de Valencia se abría una hornacina que cobijaba el retrato ecuestre del monarca, la relación de la fiesta, escrita por Oller, informaba que su invención había sido encomendada por los regidores de Valencia «al célebre pintor, especialmente en perspectivas, Carlos Francia».
Para uno de los libros más bellamente impresos en Valencia en el siglo XVIII, las Fiestas seculares con que la coronada ciudad de Valencia celebró el feliz cumplimiento del tercer siglo de la canonización de su esclarecido hijo, y ángel protector San Vicente Ferrer, del jesuita Tomás Serrano (viuda de Orga, 1762), proporcionó por dibujo propio las dos grandes láminas plegables que lo adornan: la que representa la escenografía de la casa de don Joaquín Valeriola decorada para la ocasión con 7689 faroles, espejos y pinturas en la fachada, y la más famosa, la de la naumaquia en el cauce del río Turia con una vista de la ciudad desde el Colegio de San Pío V.

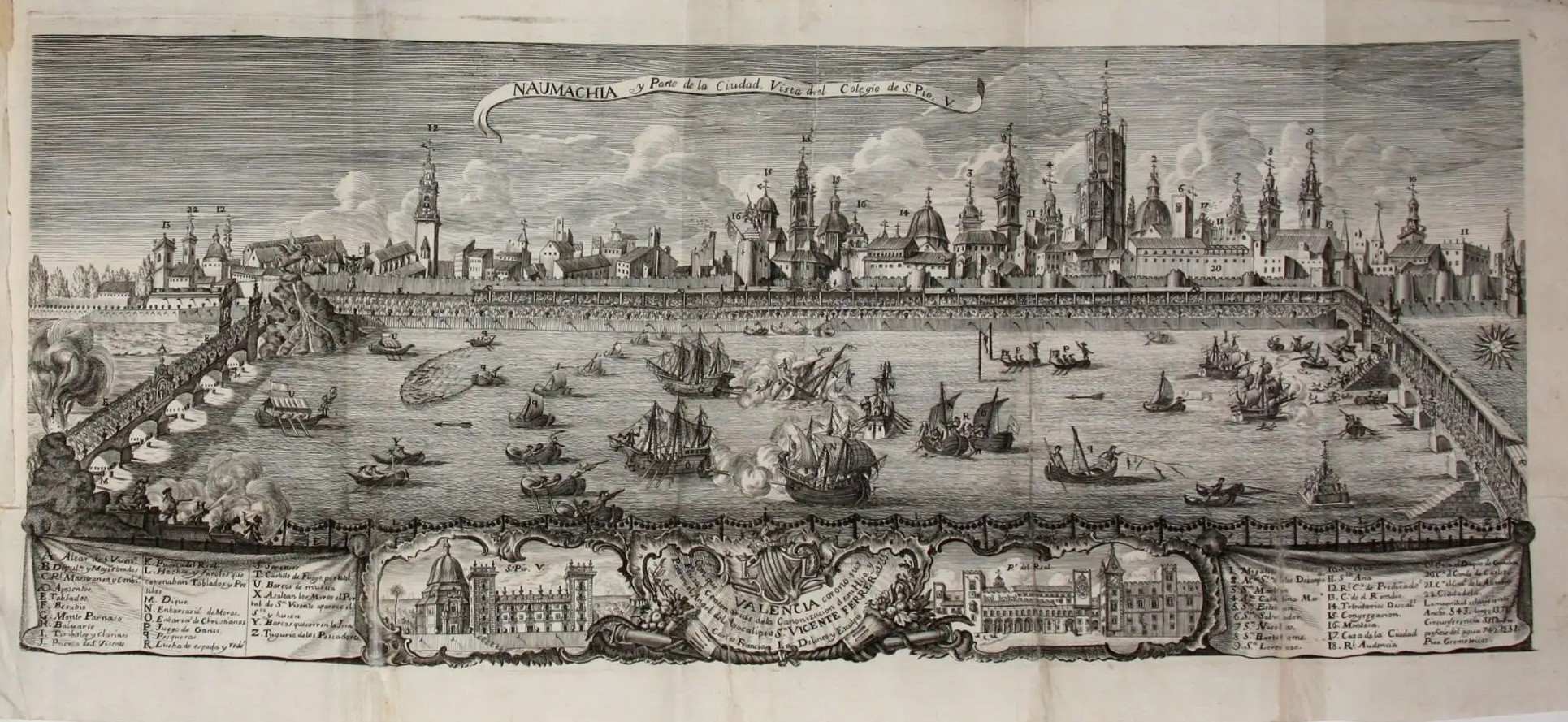
Naumaquia. Ilustración de Fiestas seculares, con que la coronada ciudad de Valencia celebró el feliz cumplimiento del tercer siglo de la canonización de su esclarecido hijo, y ángel protector S. Vicente Ferrer, Apóstol de Europa, Valencia, 1762.